# Hylonomus
Hylonomus (del griego hylo- "bosque" + nomos "habitante") es un género extinto de saurópsido (reptil) que vivió hace 312 millones de años a finales del período Carbonífero.
Es el reptil más antiguo conocido de manera inequívoca (Westlothiana es 40 millones de años más antiguo, pero de hecho pudo haber sido también un anfibio, y Casineria es demasiado fragmentario como para establecerlo con seguridad). La especie tipo y única conocida es Hylonomous lyelli.

## Características

Reconstrucción del cráneo.

Hylonomus medía apenas 20 centímetros de longitud (incluyendo la cola) y probablemente su apariencia sería muy similar a la de los lagartos modernos. Tenía dientes pequeños y afilados y probablemente comía pequeños invertebrados tales como los milpiés o los insectos primitivos.
Los fósiles de Hylonomus han sido encontrados en los restos de tocones de licopodios fosilizados en los acantilados fosilíferos de Joggins, Nueva Escocia, en Canadá. Se piensa que, tras soportar fuertes lluvias, estos licopodios se rompían, y sus troncos se pudrían y ahuecaban. Los animales pequeños como Hylonomus, que buscaban refugio entraban en estos y quedaban atrapados, muriendo de hambre. También se han encontrado fósiles del sinápsido primitivo Archaeothyris y el diápsido basal Petrolacosaurus en la misma región de Nueva Escocia, aunque de estratos superiores, datados en aproximadamente 6 millones de años después de la época de Hylonomus.
Huellas fosilizados (icnitas) halladas en Nuevo Brunswick han sido atribuidas a Hylonomus, las cuales tienen una edad estimada de 315 millones de años.

## Descubrimiento
Este animal fue descubierto por John William Dawson a mediados del siglo XIX. El nombre de la especie, lyelli, fue dado en homenaje al maestro de Dawson, el geólogo Sir Charles Lyell. Aunque tradicionalmente ha sido incluido entre el grupo Protothyrididae, los estudios posteriores han mostrado que probablemente este más relacionado de cerca con el grupo de los reptiles diápsidos.